# Sedlčany (nádraží)
Sedlčany jsou dopravna D3 (někdejší železniční stanice) v jihovýchodní části města Sedlčany v okrese Příbram ve Středočeském kraji nedaleko potoka Mastník. Leží na neelektrizované jednokolejné trati Olbramovice–Sedlčany. Přibližně 200 metrů západně je umístěno městské autobusové nádraží.

## Historie
Dne 1. října 1894 otevřela společnost Místní dráha Votice - Sedlčany trať z Votic (z hlavní tratě odbočující v Olbramovicích), kudy od roku 1871 procházela trať společnosti Dráha císaře Františka Josefa (KFJB) spojující Vídeň a Prahu. Nově postavené nádraží v Sedlčanech vzniklo jako koncová stanice, dle typizovaného stavebního vzoru.
V roce 1928 přebraly správu trati a stanic Československé státní dráhy.

## Popis
Nachází se zde jedno vnitřní jednostranné nástupiště o délce 50 m, k příchodu k vlakům slouží přechody přes koleje.